# Ampih
Ampih is een bestuurslaag in het regentschap Kebumen van de provincie Midden-Java, Indonesië. Ampih telt 2237 inwoners (volkstelling 2010).